# Alchemilla purpurascens
Alchemilla purpurascens é uma espécie de rosácea do gênero Alchemilla, pertencente à família Rosaceae.